# 2022–2023-as spanyol labdarúgókupa
A 2022–2023-as spanyol labdarúgókupa vagy Copa del Rey volt a spanyol labdarúgókupa 121. szezonja. A sorozat 2022. október 19-én kezdődött és 2023. május 6-án ért véget. A címvédő a Real Betis volt. A kupát a Real Madrid csapata nyerte, története során huszadik alkalommal.

## Csapatok
| Kör          | Dátum                 | Mérkőzések száma | Csapatok  |
| ------------ | --------------------- | ---------------- | --------- |
| Selejtezőkör | 2022. október 19.     | 10               | 125 → 115 |
| Első kör     | 2022. november 11–13. | 55               | 110 → 55  |
| Második kör  | 2022. december 20–22. | 28               | 56 → 28   |
| 1/16 döntő   | 2023. január 3–5.     | 16               | 32 → 16   |
| Nyolcaddöntő | 2023. január 17–19.   | 8                | 16 → 8    |
| Negyeddöntő  | 2023. január 25–26.   | 4                | 8 → 4     |
| Elődöntő     | 2023. február 7–9.    | 2                | 4 → 2     |
| Elődöntő     | 2023. március 1–3.    | 2                | 4 → 2     |
| Döntő        | 2023. május 6.        | 1                | 2 → 1     |

## Selejtezőkör
| 2022. október 19. 19:30 |

| Ceuta 6 de Junio (6) | 0–3 | L'Alcora (6) |
| -------------------- | --- | ------------ |
|                      |     |              |

| Estadio José Martínez "Pirri", Ceuta |

| 2022. október 19. 19:30 |

| Amigó (7) | 0–3 | Fuentes (6) |
| --------- | --- | ----------- |
|           |     |             |

| Mutilnova, Mutilva |

| 2022. október 19. 20:00 |

| Velarde (6) | 1–0 | Turégano (6) |
| ----------- | --- | ------------ |
|             |     |              |

| La Maruca, Muriedas |

| 2022. október 19. 20:00 |

| Autol (6)     | 1–1 (h. u.) | Dinamo San Juan (6) |
| ------------- | ----------- | ------------------- |
|               |             |                     |
| Büntetőpárbaj |             |                     |
|               | 8–7         |                     |

| La Manzanera, Autol |

| 2022. október 19. 20:00 |

| Algar (6) | 4–1 | Melilla (6) |
| --------- | --- | ----------- |
|           |     |             |

| Sánchez Luengo, El Algar |

| 2022. október 19. 20:00 |

| Santa Amalia (6) | 2–1 | Universitario (6) |
| ---------------- | --- | ----------------- |
|                  |     |                   |

| Municipial, Santa Amalia |

| 2022. október 19. 20:30 |

| Barbadás (6) | 2–1 | Atlético Lugones (6) |
| ------------ | --- | -------------------- |
|              |     |                      |

| Os Carrís, Barbadás |

| 2022. október 19. 20:30 |

| Mollerussa (6) | 4–2 (h. u.) | Cardassar (6) |
| -------------- | ----------- | ------------- |
|                |             |               |

| Camp Municipal, Mollerussa |

| 2022. október 19. 20:30 |

| Montilla (6)  | 0–0 (h. u.) | Rincón (6) |
| ------------- | ----------- | ---------- |
|               |             |            |
| Büntetőpárbaj |             |            |
|               | 4–5         |            |

| Municipal, Montilla |

| 2022. október 19. 20:30 |

| Cazalegas (6) | 2–1 (h. u.) | Los Yébenes San Bruno (6) |
| ------------- | ----------- | ------------------------- |
|               |             |                           |

| Cazalegas |

## Első kör
| 2022. november 12. 16:00 |

| Fuentes (6) | 1–4 | Osasuna (1)                           |
| ----------- | --- | ------------------------------------- |
| Requeno 44' |     | Brašanac 42' Vidal 49' García 54' 64' |

| San Miguel Stadion, Fuentes de Ebro Játékvezető: Jose Luis Munuera Montero |

| 2022. november 12. 16:00 |

| Barbadás (6) | 0–2 | Valladolid (1)       |
| ------------ | --- | -------------------- |
|              |     | Marcelo 12' León 39' |

| O Couto, Ourense Játékvezető: Pablo González Fuertes |

| 2022. november 12. 16:00 |

| Manacor (5) | 1–3 | Andorra (2)                              |
| ----------- | --- | ---------------------------------------- |
| Rubio 59'   |     | Casadesús 38' Fernández 50' González 56' |

| Na Capellera, Manacor Játékvezető: Iván Caparrós Hernández |

| 2022. november 12. 17:00 |

| Olot (4) | 0–4 | Levante (2)                             |
| -------- | --- | --------------------------------------- |
|          |     | Soldado 6' 26' Pubill 32' Moratalla 35' |

| Municipal, Olot Játékvezető: Mateo Busquets Ferrer |

| 2022. november 12. 17:00 |

| Guijuelo (4)              | 2–0 | Deportivo La Coruña (3) |
| ------------------------- | --- | ----------------------- |
| Carmona 68' Cristóbal 72' |     |                         |

| Estadio Municipal de Guijuelo, Guijuelo Játékvezető: Antonio Sánchez Sánchez |

| 2022. november 12. 17:00 |

| Atlético Saguntino (4) | 1–0 (h. u.) | Amorebieta (3) |
| ---------------------- | ----------- | -------------- |
| Juanma 116' (11-esből) |             |                |

| Nou Camp de Morvedre, Sagunt Játékvezető: José Antonio Sánchez Villalobos |

| 2022. november 12. 17:00 |

| Navalcarnero (4) | 1–3 (h. u.) | UD Logroñés (3)             |
| ---------------- | ----------- | --------------------------- |
| Rodríguez 64'    |             | Schutte 85' Mendes 92' 103' |

| Estadio Mariano González, Navalcarnero Játékvezető: Juan Antonio Manrique Antequera |

| 2022. november 12. 18:00 |

| Huétor Tájar (5) | 0–3 (h. u.) | Albacete (2)                         |
| ---------------- | ----------- | ------------------------------------ |
|                  |             | Martínez 105' Dubasin 110' Mesa 119' |

| Estadio Municipal Miguel Moranto, Huétor-Tájar Játékvezető: Rafael Sánchez López |

| 2022. november 12. 18:00 |

| Guadalajara (4)         | 2–1 | Ponferradina (2) |
| ----------------------- | --- | ---------------- |
| Gallardo 11' Álvaro 21' |     | Naranjo 77'      |

| Estadio Pedro Escartín, Guadalajara Játékvezető: Saúl Ais Reig |

| 2022. november 12. 18:00 |

| Gernika (4)   | 0–0 (h. u.) | Leganés (2) |
| ------------- | ----------- | ----------- |
|               |             |             |
| Büntetőpárbaj |             |             |
|               | 6–5         |             |

| Estadio Urbieta, Gernika-Lumo Játékvezető: José Antonio López Toca |

| 2022. november 12. 18:00 |

| Arenas (4) | 1–0 | Lugo (2) |
| ---------- | --- | -------- |
| Gomeza 75' |     |          |

| Campo Municipal de Gobela, Getxo Játékvezető: Luis Mario Milla Alvéndi |

| 2022. november 12. 18:00 |

| Beasain (4)       | 2–3 (h. u.) | Sporting Gijón (2)                     |
| ----------------- | ----------- | -------------------------------------- |
| Sanz 25' Pita 56' |             | Đurđević 8' Rivera 75' González 120+1' |

| Estadio Loinaz, Beasain Játékvezető: Raúl Martín González Francés |

| 2022. november 12. 18:00 |

| Racing Rioja (4) | 0–2 | Gimnástic (3)       |
| ---------------- | --- | ------------------- |
|                  |     | Lupu 12' Montes 26' |

| Estadio Las Gaunas, Logroño Játékvezető: José Antonio López Toca |

| 2022. november 12. 18:00 |

| Sestao River (4) | 1–0 | Racing Ferrol (3) |
| ---------------- | --- | ----------------- |
| Martínez 47'     |     |                   |

| Estadio Las Llanas, Sestao Játékvezető: Alberto Fuente Martín |

| 2022. november 12. 18:00 |

| Utrera (4) | 0–1 | Ceuta (3) |
| ---------- | --- | --------- |
|            |     | Rodri 84' |

| Estadio Municipal San Juan Bosco, Utrera Játékvezető: Manuel Ángel Pérez Hernández |

| 2022. november 12. 18:30 |

| L'Alcora (6) | 0–3 | Elche (1)              |
| ------------ | --- | ---------------------- |
|              |     | Ponce 2' Martí 13' 66' |

| Ciudad Deportiva Villarreal CF, Vila-real Játékvezető: José María Sánchez Martínez |

| 2022. november 12. 18:30 |

| Autol (6) | 0–6 | Mallorca (1)                                             |
| --------- | --- | -------------------------------------------------------- |
|           |     | Prats 15' 34' Grenier 18' Rodríguez 28' 71' Kadewere 88' |

| Estadio Municipal La Planilla, Calahorra Játékvezető: Javier Iglesias Villanueva |

| 2022. november 12. 20:00 |

| Cristo Atlético (4) | 0–2 (h. u.) | Ibiza (2)               |
| ------------------- | ----------- | ----------------------- |
|                     |             | Herrera 97' Camara 118' |

| Estadio Nueva Balastera, Palencia Játékvezető: Adrián Cordero Vega |

| 2022. november 12. 20:00 |

| Cacereño (4)                                  | 3–0 | Córdoba (3) |
| --------------------------------------------- | --- | ----------- |
| Fernández 10' Solano 45' (11-esből) Garci 83' |     |             |

| Estadio Príncipe Felipe, Cáceres Játékvezető: Alfonso Vicente Moral |

| 2022. november 12. 20:00 |

| Coria (4)             | 2–0 | Fuenlabrada (3) |
| --------------------- | --- | --------------- |
| Bernardo 41' Cera 55' |     |                 |

| Estadio La Isla, Coria Játékvezető: Manuel Jesús Orellana Cid |

| 2022. november 12. 21:00 |

| Santa Amalia (6) | 0–9 | Villarreal (1)                                                                             |
| ---------------- | --- | ------------------------------------------------------------------------------------------ |
|                  |     | Collado 31' Baena 35' Morales 36' Chukwueze 47' 49' Coquelin 61' Moreno 74' 87' Capoue 80' |

| Estadio Francisco de la Hera, Almendralejo Játékvezető: Jorge Figueroa Vázquez |

| 2022. november 12. 21:00 |

| Rincón (6) | 0–3 | Espanyol (1)                      |
| ---------- | --- | --------------------------------- |
|            |     | Puado 59' Expósito 70' Joselu 83' |

| Estadio La Rosaleda, Málaga Játékvezető: Valentín Pizarro Gómez |

| 2022. november 12. 22:00 |

| Almazán (5) | 0–2 | Atlético Madrid (1)  |
| ----------- | --- | -------------------- |
|             |     | Correa 35' Félix 63' |

| Nuevo Estadio Los Pajaritos, Soria Játékvezető: Isidro Díaz de Mera Escuderos |

| 2022. november 13. 11:00 |

| Atlético Paso (4) | 1–1 (h. u.) | Murcia (3)              |
| ----------------- | ----------- | ----------------------- |
| Zabaleta 86'      |             | Carrasco 15' (11-esből) |
| Büntetőpárbaj     |             |                         |
|                   | 3–2         |                         |

| Campo Municipal de El Paso, El Paso Játékvezető: David López Jiménez |

| 2022. november 13. 12:00 |

| Mollerussa (6) | 1–3 | Rayo Vallecano (1)              |
| -------------- | --- | ------------------------------- |
| Magno 33'      |     | Bébé 23' Méndez 51' Camello 78' |

| Camp Municipal, Mollerussa Játékvezető: César Soto Grado |

| 2022. november 13. 12:00 |

| Quintanar del Rey (5) | 1–2 (h. u.) | Girona (1)              |
| --------------------- | ----------- | ----------------------- |
| Megías 76' (11-esből) |             | Riquelme 17' Stuani 97' |

| Campo Municipal San Marcos, Quintanar del Rey Játékvezető: Carlos del Cerro Grande |

| 2022. november 13. 12:00 |

| Vimenor (5) | 0–2 | Mirandés (2)        |
| ----------- | --- | ------------------- |
|             |     | López 31' Paulo 37' |

| La Vidriera, Piélagos Játékvezető: Iosu Galech Apezteguía |

| 2022. november 13. 12:00 |

| Diocesano (4)        | 1–0 | Zaragoza (2) |
| -------------------- | --- | ------------ |
| Sales 29' (11-esből) |     |              |

| Estadio Municipal Arroyo de la Luz, Arroyo de la Luz Játékvezető: Alejandro Quintero González |

| 2022. november 13. 12:00 |

| Lealtad (5) | 0–2 | Tenerife (2)                         |
| ----------- | --- | ------------------------------------ |
|             |     | Gutiérrez 3' Zorrilla 84' (11-esből) |

| Estadio Ganzábal, Langreo Játékvezető: Óliver de la Fuente Ramos |

| 2022. november 13. 12:00 |

| Las Rozas (5) | 0–3 | Eibar (2)                 |
| ------------- | --- | ------------------------- |
|               |     | Leschuk 74' 78' Muñoz 89' |

| Polideportivo Dehesa de Navalcarbón, Las Rozas de Madrid Játékvezető: Daniel Jesús Trujillo Suárez |

| 2022. november 13. 12:00 |

| Peña Deportiva (4)      | 1–1 (h. u.) | Málaga (2) |
| ----------------------- | ----------- | ---------- |
| Cristeto 33' (11-esből) |             | Sol 43'    |

| Estadi Municipal de Santa Eulària des Riu, Santa Eulària des Riu Játékvezető: Álvaro Moreno Aragón |

| 2022. november 13. 12:00 |

| Alfaro (4) | 0–1 | Cartagena (2) |
| ---------- | --- | ------------- |
|            |     | Ortuño 83'    |

| Estadio La Molineta, Alfaro Játékvezető: Rubén Ávalos Barrera |

| 2022. november 13. 12:00 |

| Recreativo Huelva (4) | 0–0 (h. u.) | Burgos (2) |
| --------------------- | ----------- | ---------- |
|                       |             |            |
| Büntetőpárbaj         |             |            |
|                       | 3–4         |            |

| Nuevo Colombino, Huelva Játékvezető: Francisco José Hernández Maeso |

| 2022. november 13. 12:00 |

| Gimnástica Torrelavega (4) | 2–3 (h. u.) | Real Oviedo (2)               |
| -------------------------- | ----------- | ----------------------------- |
| Marotías 54' Chamorro 89'  |             | González 7' 50' Sangalli 114' |

| Campos del Malecón, Torrelavega Játékvezető: Jon Ander González Esteban |

| 2022. november 13. 12:00 |

| Juventud Torremolinos (4) | 2–2 (h. u.) | Huesca (2)              |
| ------------------------- | ----------- | ----------------------- |
| López 23' Chamorro 30'    |             | Escriche 52' Villar 72' |
| Büntetőpárbaj             |             |                         |
|                           | 4–2         |                         |

| Estadio Municipal El Pozuelo, Torremolinos Játékvezető: David Gálvez Rascón |

| 2022. november 13. 12:00 |

| Ibiza Islas Pitiusas (4)            | 3–1 | Rayo Majadahonda (3) |
| ----------------------------------- | --- | -------------------- |
| Bernal 62' Adell 74' Peñafort 90+6' |     |                      |

| Can Misses III, Ibiza Játékvezető: Carlos Calderiña Pavón |

| 2022. november 13. 12:00 |

| Manresa (4) | 1–3 | Pontevedra (3)            |
| ----------- | --- | ------------------------- |
| Churre 1'   |     | Abelenda 29' 58' Pino 32' |

| Nou Estadi Municipal del Congost, Manresa Játékvezető: Francisco Javier Fernández Vidal |

| 2022. november 13. 12:00 |

| Arnedo (4)    | 1–1 (h. u.) | Atlético Baleares (3) |
| ------------- | ----------- | --------------------- |
| Arpón 74'     |             | Adighibe 34'          |
| Büntetőpárbaj |             |                       |
|               | 4–3         |                       |

| Estadio Sendero, Arnedo Játékvezető: Armando Ramo Andrés |

| 2022. november 13. 12:00 |

| Unión Adarve (4) | 1–2 | Linares (3)             |
| ---------------- | --- | ----------------------- |
| Paris 59'        |     | Callejón 33' García 43' |

| Estadio Román Valero, Madrid Játékvezető: Jorge Tarraga Lajara |

| 2022. november 13. 12:00 |

| Hércules (4)           | 2–4 (h. u.) | La Nucía (3)                        |
| ---------------------- | ----------- | ----------------------------------- |
| Truyols 58' Harper 63' |             | Pina 52' Raigal 76' 98' Romera 119' |

| Estadio José Rico Pérez, Alicante Játékvezető: Fulgencio Madrid Martínez |

| 2022. november 13. 16:00 |

| Velarde (6) | 0–2 | Sevilla (1)         |
| ----------- | --- | ------------------- |
|             |     | Nianzou 30' Mir 90' |

| La Maruca, Muriedas Játékvezető: Alejandro Muñiz Ruiz |

| 2022. november 13. 16:00 |

| Algar (6) | 1–6 | Celta Vigo (1)                                                                  |
| --------- | --- | ------------------------------------------------------------------------------- |
| Muñoz 15' |     | Cervi 35' Pérez 55' Rodríguez 59' Larsen 62' Galán 84' (11-esből) Vázquez 90+1' |

| Estadio Francisco Artés Carrasco, Lorca Játékvezető: Dámaso Arcediano Monescillo |

| 2022. november 13. 16:00 |

| Cirbonero (4) | 0–1 | Intercity (3) |
| ------------- | --- | ------------- |
|               |     | Gálvez 52'    |

| Campo Municipal Ombatillo, Corella Játékvezető: Antonio Monter Solans |

| 2022. november 13. 16:30 |

| Teruel (4) | 0–1 | Las Palmas (2) |
| ---------- | --- | -------------- |
|            |     | Pejiño 55'     |

| Estadio Pinilla, Teruel Játékvezető: Andrés Fuentes Molina |

| 2022. november 13. 17:00 |

| Yeclano (4)                | 2–3 | Granada (2)                       |
| -------------------------- | --- | --------------------------------- |
| Clemente 78' Revilla 90+3' |     | Miquel 20' Sánchez 41' Molina 65' |

| Estadio de La Constitución, Yecla Játékvezető: Víctor García Verdura |

| 2022. november 13. 17:00 |

| Coruxo (4)                         | 2–2 (h. u.) | Eldense (3)                |
| ---------------------------------- | ----------- | -------------------------- |
| Chiqui 3' Dovale 120+2' (11-esből) |             | Montes 90+2' Clemente 113' |
| Büntetőpárbaj                      |             |                            |
|                                    | 2–4         |                            |

| O Vao, Vigo Játékvezető: Carlos Fernández Buergo |

| 2022. november 13. 17:00 |

| San Juan (4) | 0–2 | Numancia (3)          |
| ------------ | --- | --------------------- |
|              |     | Carrillo 54' Mesa 72' |

| Estadio San Juan, Pamplona Játékvezető: Gorka Etayo Herrara |

| 2022. november 13. 17:00 |

| Ourense (4)   | 1–1 (h. u.) | Alcorcón (3) |
| ------------- | ----------- | ------------ |
| Nwenyi 38'    |             | Moyano 90'   |
| Büntetőpárbaj |             |              |
|               | 2–4         |              |

| O Couto, Ourense Játékvezető: Miguel González Díaz |

| 2022. november 13. 18:00 |

| Lleida Esportiu (4) | 0–1 | Alavés (2) |
| ------------------- | --- | ---------- |
|                     |     | Taicsi 47' |

| Camp d'Esports, Lleida Játékvezető: José Luis Guzmán Mansilla |

| 2022. november 13. 18:00 |

| Utebo (4)         | 2–2 (h. u.) | Mérida (3)            |
| ----------------- | ----------- | --------------------- |
| Rosas 18' Aso 47' |             | Ruiz 13' Sandoval 73' |
| Büntetőpárbaj     |             |                       |
|                   | 3–4         |                       |

| Estadio Santa Ana, Utebo Játékvezető: Imanol Irurtzun Artola |

| 2022. november 13. 18:30 |

| Real Unión (3)            | 3–2 | Cádiz (1)             |
| ------------------------- | --- | --------------------- |
| Nacho 16' 90+3' Pérez 79' |     | Pérez 15' Negredo 81' |

| Gal Stadion, Irun Játékvezető: Imanol Irurtzun Artola |

| 2022. november 13. 18:30 |

| San Roque Lepe (4)            | 2–3 (h. u.) | Getafe (1)                      |
| ----------------------------- | ----------- | ------------------------------- |
| Vázquez 19' Santisteban 90+5' |             | Latasa 48' Ünal 80' Mayoral 99' |

| Estadio Ciudad de Lepe, Lepe Játékvezető: Jesús Gil Manzano |

| 2022. november 13. 19:00 |

| Cazalegas (6) | 1–4 | Real Sociedad (1)                     |
| ------------- | --- | ------------------------------------- |
| Rivera 68'    |     | Navarro 2' Sørloth 76' 78' Merino 80' |

| Estadio El Prado, Talavera de la Reina Játékvezető: Mario Melero López |

| 2022. november 13. 21:00 |

| Alzira (4) | 0–2 | Athletic Bilbao (1)        |
| ---------- | --- | -------------------------- |
|            |     | Berenguer 16' Williams 42' |

| Estadio Luis Suñer Picó, Alzira Játékvezető: Guillermo Cuadra Fernández |

| 2022. november 13. 21:00 |

| Arenteiro (4)        | 2–0 | Almería (1) |
| -------------------- | --- | ----------- |
| Escobar 4' Mella 79' |     |             |

| Estadio Municipal de Espiñedo, O Carballiño Játékvezető: Juan Luis Pulido Santana |

## Második kör
| 2022. december 20. 19:00 |

| Guadalajara (4) | 0–3 | Elche (1)                        |
| --------------- | --- | -------------------------------- |
|                 |     | Milla 5' Ponce 82' Morente 90+2' |

| Estadio Pedro Escartín, Guadalajara Játékvezető: José Luis Munuera Montero |

| 2022. december 20. 19:00 |

| Diocesano (4) | 0–2 | Getafe (1)        |
| ------------- | --- | ----------------- |
|               |     | El-Hádádí 31' 53' |

| Estadio Municipal Arroyo de la Luz, Arroyo de la Luz Játékvezető: Jorge Figueroa Vázquez |

| 2022. december 20. 19:00 |

| Intercity (3)         | 2–0 | Mirandés (2) |
| --------------------- | --- | ------------ |
| Soldevila 7' Marí 66' |     |              |

| Estadio Antonio Solana, Alicante Játékvezető: Rubén Ávalos Barrera |

| 2022. december 20. 21:00 |

| Real Unión (3) | 0–1 | Mallorca (1)  |
| -------------- | --- | ------------- |
|                |     | Rodríguez 20' |

| Estadio Gal, Irun Játékvezető: Juan Luis Pulido Santana |

| 2022. december 20. 21:00 |

| Sesta River (4) | 0–1 | Athletic Bilbao (1) |
| --------------- | --- | ------------------- |
|                 |     | García 32'          |

| Estadio Las Llanas, Sestao Játékvezető: Javier Iglesias Villanueva |

| 2022. december 20. 21:00 |

| Guijuelo (4) | 1–2 (h. u.) | Villarreal (1)                    |
| ------------ | ----------- | --------------------------------- |
| Carmona 14'  |             | Moreno 41' (11-esből) Danjuma 93' |

| Estadio Municipal de Guijuelo, Guijuelo Játékvezető: Valentín Pizarro Gómez |

| 2022. december 20. 21:00 |

| Atlético Paso (4) | 0–1 | Espanyol (1) |
| ----------------- | --- | ------------ |
|                   |     | Melamed 80'  |

| Campo Municipal de El Paso, El Paso Játékvezető: César Soto Grado |

| 2022. december 20. 21:00 |

| Alcorcón (3)  | 1–1 (h. u.) | Cartagena (2)    |
| ------------- | ----------- | ---------------- |
| Bravo 55'     |             | Feuillassier 73' |
| Büntetőpárbaj |             |                  |
|               | 2–4         |                  |

| Estadio Municipal de Santo Domingo, Alcorcón Játékvezető: Saúl Ais Reig |

| 2022. december 21. 19:00 |

| Atlético Saguntino (4) | 0–0 (h. u.) | Rayo Vallecano (1) |
| ---------------------- | ----------- | ------------------ |
|                        |             |                    |
| Büntetőpárbaj          |             |                    |
|                        | 1–3         |                    |

| Nou Camp de Morvedre, Sagunt Játékvezető: Guillermo Cuadra Fernández |

| 2022. december 21. 19:00 |

| Mérida (3) | 0–1 | Alavés (2)  |
| ---------- | --- | ----------- |
|            |     | Sevilla 25' |

| Estadio Romano, Mérida |

| 2022. december 21. 19:00 |

| Numancia (3) | 0–3 | Sporting Gijón (2)           |
| ------------ | --- | ---------------------------- |
|              |     | Milovanović 7' 9' García 93' |

| Nuevo Estadio Los Pajaritos, Soria |

| 2022. december 21. 19:00 |

| Levante (2)            | 2–1 | Andorra (2) |
| ---------------------- | --- | ----------- |
| Brugué 12' Cantero 42' |     | Gil 59'     |

| Estadi Ciutat de València, Valencia |

| 2022. december 21. 19:15 |

| Ibiza Islas Pitiusas (4) | 1–0 | Eibar (2) |
| ------------------------ | --- | --------- |
| Antonio 69'              |     |           |

| Can Misses III, Ibiza |

| 2022. december 21. 21:00 |

| Arenas Getxo (4) | 1–5 | Valladolid (1)                                           |
| ---------------- | --- | -------------------------------------------------------- |
| Bengoetxea 29'   |     | Escudero 35' Weissman 45' Sánchez 53' Pérez 76' León 81' |

| Campo Municipal de Gobela, Getxo Játékvezető: Carlos del Cerro Grande |

| 2022. december 21. 21:00 |

| Juventud Torremolinos (4) | 0–3 | Sevilla (1)                            |
| ------------------------- | --- | -------------------------------------- |
|                           |     | Álvarez 31' Fernández 57' Jordán 90+2' |

| Estadio Municipal El Pozuelo, Torremolinos Játékvezető: Isidro Díaz de Mera Escuderos |

| 2022. december 21. 21:00 |

| Arnedo (4)   | 1–3 | Osasuna (1)                     |
| ------------ | --- | ------------------------------- |
| Amelivia 65' |     | K. García 13' 31' R. García 14' |

| Estadio Sendero, Arnedo Játékvezető: Mario Melero López |

| 2022. december 21. 21:00 |

| Coria (4) | 0–5 | Real Sociedad (1)                                              |
| --------- | --- | -------------------------------------------------------------- |
|           |     | Navarro 5' Cho 17' Méndez 45+1' (11-esből) Karrikaburu 79' 84' |

| Estadio La Isla, Coria Játékvezető: Alejandro Muñiz Ruiz |

| 2022. december 21. 21:00 |

| Logroñés (3)  | 0–0 (h. u.) | Albacete (2) |
| ------------- | ----------- | ------------ |
|               |             |              |
| Büntetőpárbaj |             |              |
|               | 4–3         |              |

| Estadio Las Gaunas, Logroño |

| 2022. december 21. 21:00 |

| Ceuta (3)                    | 3–2 | Ibiza (2)          |
| ---------------------------- | --- | ------------------ |
| Gonzalez 14' 48' Rodrigo 21' |     | Robin 5' Ekain 49' |

| Estadio Alfonso Murube, Ceuta |

| 2022. december 21. 21:00 |

| Pontevedra (3) | 2–1 | Tenerife (2) |
| -------------- | --- | ------------ |
| Guèye 2' 16'   |     | Romero 63'   |

| Estadio Municipal de Pasarón, Pontevedra |

| 2022. december 22. 19:00 |

| Gernika (4) | 0–3 | Celta Vigo (1)                      |
| ----------- | --- | ----------------------------------- |
|             |     | Pérez 31' Aidoo 55' De la Torre 68' |

| Estadio Urbieta, Gernika-Lumo Játékvezető: Miguel Ángel Ortiz Arias |

| 2022. december 22. 19:00 |

| Cacereño (4)             | 2–1 | Girona (1)      |
| ------------------------ | --- | --------------- |
| Grande 17' Fernández 61' |     | Castellanos 30' |

| Estadio Príncipe Felipe, Cáceres Játékvezető: Javier Alberola Rojas |

| 2022. december 22. 19:00 |

| Linares (3) | 1–0 | Racing Santander (2) |
| ----------- | --- | -------------------- |
| Corral 92'  |     |                      |

| Estadio de Linarejos, Linares |

| 2022. december 22. 19:00 |

| Eldense (3) | 1–0 | Burgos (2) |
| ----------- | --- | ---------- |
| Córdoba 44' |     |            |

| Estadio Nuevo Pepico Amat, Elda |

| 2022. december 22. 21:00 |

| Arenteiro (4) | 1–3 | Atlético Madrid (1)                         |
| ------------- | --- | ------------------------------------------- |
| Marquitos 42' |     | Carrasco 45+1' (11-esből) 90+1' Barrios 76' |

| Estadio Municipal de Espiñedo, O Carballiño Játékvezető: Pablo González Fuertes |

| 2022. december 22. 21:00 |

| Gimnàstic (3)             | 2–1 | Málaga (2)  |
| ------------------------- | --- | ----------- |
| Domingo 13' Fernández 81' |     | N’Diaye 32' |

| Nou Estadi de Tarragona, Tarragona Játékvezető: Iván Caparrós Hernández |

| 2022. december 22. 21:00 |

| La Nucía (3)  | 0–0 (h. u.) | Las Palmas (2) |
| ------------- | ----------- | -------------- |
|               |             |                |
| Büntetőpárbaj |             |                |
|               | 6–5         |                |

| Estadi Olímpic Camilo Cano, La Nucia |

| 2022. december 22. 21:00 |

| Oviedo (2) | 1–0 | Granada (2) |
| ---------- | --- | ----------- |
| Luengo 8'  |     |             |

| Estadio Carlos Tartiere, Oviedo Játékvezető: Francisco José Hernández Maeso |

## 1/16 döntő
| 2023. január 3. 19:00 |

| Espanyol (1)                      | 3–1 (h. u.) | Celta Vigo (1) |
| --------------------------------- | ----------- | -------------- |
| Puado 53' Darder 97' Melamed 118' |             | Paciência 15'  |

| Estadi Cornellà-El Prat, Cornellà de Llobregat Játékvezető: Juan Martínez Munuera |

| 2023. január 3. 19:00 |

| La Nucía (3) | 0–3 | Valencia (1)                    |
| ------------ | --- | ------------------------------- |
|              |     | Kluivert 3' Moriba 31' Duro 72' |

| Estadio Camilo Camo, La Nucia Játékvezető: Mario Melero López |

| 2023. január 3. 19:00 |

| Cartagena (2) | 1–5 | Villarreal (1)                                             |
| ------------- | --- | ---------------------------------------------------------- |
| Vázquez 39'   |     | Baena 49' Danjuma 56' Morales 60' Chukwueze 85' Capoue 90' |

| Estadio Cartagonova, Cartagena Játékvezető: Alejandro Hernández Hernández |

| 2023. január 3. 21:00 |

| Cacereño (4) | 0–1 | Real Madrid (1) |
| ------------ | --- | --------------- |
|              |     | Rodrygo 69'     |

| Estadio Príncipe Felipe, Cáceres Játékvezető: Guillermo Cuadra Fernández |

| 2023. január 3. 21:00 |

| Ceuta (3)            | 1–0 | Elche (1) |
| -------------------- | --- | --------- |
| Rodri 44' (11-esből) |     |           |

| Estadio Alfonso Murube, Ceuta Játékvezető: Jorge Figueroa Vázquez |

| 2023. január 3. 21:00 |

| Sporting Gijón (2)  | 2–0 | Rayo Vallecano (1) |
| ------------------- | --- | ------------------ |
| Milovanović 57' 88' |     |                    |

| El Molinón, Gijón Játékvezető: Juan Luis Pulido Santana |

| 2023. január 3. 21:00 |

| Levante (2)                        | 3–2 | Getafe (1)        |
| ---------------------------------- | --- | ----------------- |
| Postigo 52' Muñoz 62' Wesley 90+1' |     | El-Hádádí 34' 56' |

| Estadi Ciutat de València, Valencia Játékvezető: José María Sánchez Martínez |

| 2023. január 4. 19:00 |

| Linares (3) | 0–5 | Sevilla (1)                                     |
| ----------- | --- | ----------------------------------------------- |
|             |     | El-Neszjrí 37' 40' 74' Squadrone 57' Lamela 69' |

| Estadio de Linarejos, Linares Játékvezető: Antonio Mateu Lahoz |

| 2023. január 4. 19:00 |

| Logroñés (3) | 0–1 | Real Sociedad (1) |
| ------------ | --- | ----------------- |
|              |     | Navarro 33'       |

| Estadio Las Gaunas, Logroño Játékvezető: Pablo González Fuertes |

| 2023. január 4. 19:00 |

| Pontevedra (3) | 0–2 (h. u.) | Mallorca (1)          |
| -------------- | ----------- | --------------------- |
|                |             | Prats 97' Muriqi 104' |

| Estadio Municipal de Pasarón, Pontevedra Játékvezető: Carlos del Cerro Grande |

| 2023. január 4. 20:00 |

| Oviedo (2) | 0–2 | Atlético Madrid (1)      |
| ---------- | --- | ------------------------ |
|            |     | Llorente 24' Barrios 83' |

| Estadio Carlos Tartiere, Oviedo Játékvezető: Alejandro Muñiz Ruiz |

| 2023. január 4. 21:00 |

| Intercity (3)         | 3–4 (h. u.) | Barcelona (1)                                |
| --------------------- | ----------- | -------------------------------------------- |
| Soldevila 59' 74' 86' |             | Araújo 4' Dembélé 66' Raphinha 77' Fati 103' |

| Estadio José Rico Pérez, Alicante Játékvezető: Valentín Pizarro Gómez |

| 2023. január 4. 21:00 |

| Alavés (2) | 1–0 | Valladolid (1) |
| ---------- | --- | -------------- |
| Sylla 11'  |     |                |

| Mendizorrotza Stadion, Vitoria-Gasteiz Játékvezető: Miguel Ángel Ortiz Arias |

| 2023. január 5. 16:00 |

| Ibiza Islas Pitiusas (4) | 1–4 | Real Betis (1)                              |
| ------------------------ | --- | ------------------------------------------- |
| Bernal 26'               |     | José 54' González 58' Murua 81' Fekir 90+3' |

| Can Misses 3, Ibiza Játékvezető: Javier Iglesias Villanueva |

| 2023. január 5. 16:00 |

| Gimnàstic (3) | 1–2 (h. u.) | Osasuna (1)            |
| ------------- | ----------- | ---------------------- |
| Fernández 78' |             | García 16' Montes 112' |

| Nou Estadi de Tarragona, Tarragona Játékvezető: Isidro Díaz de Mera Escuderos |

| 2023. január 5. 21:00 |

| Eldense (3) | 1–6 | Athletic Bilbao (1)                                                |
| ----------- | --- | ------------------------------------------------------------------ |
| Soberón 67' |     | Williams 35' Berenguer 41' 65' Zarraga 59' Correia 74' Muniain 90' |

| Estadio Municipal Nuevo Pepico Amat, Elda Játékvezető: Javier Alberola Rojas |

## Nyolcaddöntő
| 2023. január 17. 19:00 |

| Real Sociedad (1) | 1–0 | Mallorca (1) |
| ----------------- | --- | ------------ |
| Navarro 5'        |     |              |

| Estadio Anoeta, Donostia-San Sebastián Játékvezető: Alejandro Hernández Hernández |

| 2023. január 17. 21:00 |

| Alavés (2) | 0–1 | Sevilla (1) |
| ---------- | --- | ----------- |
|            |     | Rakitić 48' |

| Mendizorrotza Stadion, Vitoria-Gasteiz Játékvezető: César Soto Grado |

| 2023. január 18. 19:00 |

| Sporting Gijón (2) | 0–4 | Valencia (1)                         |
| ------------------ | --- | ------------------------------------ |
|                    |     | Cavani 10' 39' Kluivert 21' Lino 64' |

| El Molinón, Gijón Játékvezető: José Luis Munuera Montero |

| 2023. január 18. 20:00 |

| Athletic Bilbao (1) | 1–0 | Espanyol (1) |
| ------------------- | --- | ------------ |
| De Marcos 27'       |     |              |

| San Mamés, Bilbao Játékvezető: Juan Luis Pulido Santana |

| 2023. január 18. 21:00 |

| Real Betis (1)           | 2–2 (h. u.) | Osasuna (1)                    |
| ------------------------ | ----------- | ------------------------------ |
| Carvalho 62' Sabaly 103' |             | D. García 90+1' R. García 106' |
| Büntetőpárbaj            |             |                                |
|                          | 2–4         |                                |

| Benito Villamarín Stadion, Sevilla Játékvezető: Javier Alberola Rojas |

| 2023. január 18. 21:00 |

| Levante (2) | 0–2 | Atlético Madrid (1)       |
| ----------- | --- | ------------------------- |
|             |     | Morata 54' Llorente 90+1' |

| Estadi Ciutat de València, Valencia Játékvezető: Jorge Figueroa Vázquez |

| 2023. január 19. 20:00 |

| Ceuta (3) | 0–5 | Barcelona (1)                                        |
| --------- | --- | ---------------------------------------------------- |
|           |     | Raphinha 41' Lewandowski 50' 90' Fati 70' Kessié 77' |

| Estadio Alfonso Murube, Ceuta Játékvezető: Juan Martínez Munuera |

| 2023. január 19. 21:00 |

| Villarreal (1)          | 2–3 | Real Madrid (1)                           |
| ----------------------- | --- | ----------------------------------------- |
| Capoue 4' Chukwueze 42' |     | Vinícius Jr. 57' Militão 69' Ceballos 86' |

| Estadio El Madrigal, Vila-real Játékvezető: Jesús Gil Manzano |

## Negyeddöntő
| 2023. január 25. 21:00 |

| Barcelona (1) | 1–0 | Real Sociedad (1) |
| ------------- | --- | ----------------- |
| Dembélé 52'   |     |                   |

| Camp Nou, Barcelona Nézőszám: 59 610 Játékvezető: Jesús Gil Manzano |

| 2023. január 25. 22:00 |

| Osasuna (1)            | 2–1 (h. u.) | Sevilla (1)      |
| ---------------------- | ----------- | ---------------- |
| Ávila 71' Ezálzúlí 99' |             | El-Neszjrí 90+4' |

| El Sadar, Pamplona Nézőszám: 19 724 Játékvezető: Ricardo de Burgos Bengoetxea |

| 2023. január 26. 20:00 |

| Valencia (1)  | 1–3 | Athletic Bilbao (1)                           |
| ------------- | --- | --------------------------------------------- |
| De Marcos 43' |     | Muniain 35' Williams 45' Vesga 74' (11-esből) |

| Estadio Mestalla, Valencia Nézőszám: 45 040 Játékvezető: Carlos del Cerro Grande |

| 2023. január 26. 21:00 |

| Real Madrid (1)                              | 3–1 (h. u.) | Atlético Madrid (1) |
| -------------------------------------------- | ----------- | ------------------- |
| Rodrygo 79' Benzema 104' Vinícius Jr. 120+1' |             | Morata 19'          |

| Santiago Bernabéu stadion, Madrid Nézőszám: 68 000 Játékvezető: César Soto Grado |

## Elődöntő
| 1. csapat   | Össz. | 2. csapat       | 1. mérk. | 2. mérk. |
| ----------- | ----- | --------------- | -------- | -------- |
| Osasuna     | 2–1   | Athletic Bilbao | 1–0      | 1–1      |
| Real Madrid | 4–1   | Barcelona       | 0–1      | 4–0      |

| 2023. március 1. 21:00 |

| Osasuna (1)  | 1–0 | Athletic Bilbao (1) |
| ------------ | --- | ------------------- |
| Ezálzúlí 47' |     |                     |

| El Sadar, Pamplona Nézőszám: 23 026 Játékvezető: Jesús Gil Manzano |

| 2023. április 4. 21:00 |

| Athletic Bilbao (1) | 1–1 (h. u.) | Osasuna (1) |
| ------------------- | ----------- | ----------- |
| Williams 33'        |             | Ibáñez 116' |

| San Mamés, Bilbao Nézőszám: 51 544 Játékvezető: Carlos del Cerro Grande |

| 2023. március 2. 21:00 |

| Real Madrid (1) | 0–1 | Barcelona (1) |
| --------------- | --- | ------------- |
|                 |     | Militão 26'   |

| Santiago Bernabéu, Madrid Nézőszám: 60 000 Játékvezető: José Luis Munuera Montero |

| 2023. április 5. 21:00 |

| Barcelona (1) | 0–4 | Real Madrid (1)                                   |
| ------------- | --- | ------------------------------------------------- |
|               |     | Vinícius Jr. 45+1' Benzema 50' 58' (11-esből) 80' |

| Camp Nou, Barcelona Nézőszám: 94 902 Játékvezető: Juan Martínez Munuera |

## Döntő
| 2023. május 6. 22:00 |

| Real Madrid (1) | 2–1 | Osasuna (1) |
| --------------- | --- | ----------- |
| Rodrygo 2' 70'  |     | Torró 58'   |

| La Cartuja, Sevilla Nézőszám: 55 579 Játékvezető: José María Sánchez Martínez (Murcia) |